# Mark Williams (cestista)
Mark Oluwafemi Williams (Norfolk, 16 dicembre 2001) è un cestista statunitense, professionista nei Phoenix Suns.

## Carriera
Dopo aver trascorso due stagioni con i Duke Blue Devils, nel 2022 si dichiara per il Draft NBA, venendo selezionato con la quindicesima scelta assoluta dagli Charlotte Hornets.

## Statistiche

### NCAA
| Anno      | Squadra          | PG | PT | MP   | TC%  | 3P% | TL%  | RP  | AP  | PRP | SP  | PP   |
| --------- | ---------------- | -- | -- | ---- | ---- | --- | ---- | --- | --- | --- | --- | ---- |
| 2020-2021 | Duke Blue Devils | 23 | 15 | 15,2 | 66,4 | -   | 53,7 | 4,5 | 0,7 | 0,6 | 1,4 | 7,1  |
| 2021-2022 | Duke Blue Devils | 39 | 39 | 23,6 | 72,1 | -   | 72,7 | 7,4 | 0,9 | 0,5 | 2,8 | 11,2 |
| Carriera  | Carriera         | 62 | 54 | 20,5 | 70,4 | -   | 66,1 | 6,3 | 0,8 | 0,5 | 2,3 | 9,7  |

#### Massimi in carriera
- Massimo di punti: 28 vs Syracuse (26 febbraio 2022)[4]
- Massimo di rimbalzi: 19 vs Louisville (10 marzo 2021)
- Massimo di assist: 5 vs California State-Fullerton (18 marzo 2022)
- Massimo di palle rubate: 3 vs Georgia Tech (2 marzo 2021)
- Massimo di stoppate: 8 vs NC State (15 gennaio 2022)
- Massimo di minuti giocati: 35 (2 volte)

### NBA

#### Regular Season
| Anno      | Squadra           | PG  | PT | MP   | TC%  | 3P% | TL%  | RP   | AP  | PRP | SP  | PP   |
| --------- | ----------------- | --- | -- | ---- | ---- | --- | ---- | ---- | --- | --- | --- | ---- |
| 2022-2023 | Charlotte Hornets | 43  | 17 | 19,3 | 63,7 | -   | 69,1 | 7,1  | 0,4 | 0,7 | 1,0 | 9,0  |
| 2023-2024 | Charlotte Hornets | 19  | 19 | 26,7 | 64,9 | -   | 71,9 | 9,7  | 1,2 | 0,8 | 1,1 | 12,7 |
| 2024-2025 | Charlotte Hornets | 44  | 41 | 26,6 | 60,4 | 0,0 | 80,4 | 10,2 | 2,5 | 0,7 | 1,2 | 15,3 |
| Carriera  | Carriera          | 106 | 77 | 23,7 | 62,2 | 0,0 | 75,3 | 8,8  | 1,4 | 0,7 | 1,1 | 12,3 |

#### Massimi in carriera
- Massimo di punti: 22 vs Cleveland Cavaliers (9 aprile 2023)[5]
- Massimo di rimbalzi: 20 vs Miami Heat (25 febbraio 2023)
- Massimo di assist: 3 vs Detroit Pistons (27 febbraio 2023)
- Massimo di palle rubate: 3 vs Atlanta Hawks (21 gennaio 2023)
- Massimo di stoppate: 5 vs Houston Rockets (18 gennaio 2023)
- Massimo di minuti giocati: 35 vs Chicago Bulls (31 marzo 2023)

### G League
| Anno      | Squadra       | PG | PT | MP   | TC%  | 3P%  | TL%  | RP   | AP  | PRP | SP  | PP   |
| --------- | ------------- | -- | -- | ---- | ---- | ---- | ---- | ---- | --- | --- | --- | ---- |
| 2022-2023 | Greens. Swarm | 11 | 11 | 27,9 | 64,8 | 50,0 | 65,5 | 12,2 | 1,0 | 0,5 | 1,8 | 22,2 |
| Carriera  | Carriera      | 11 | 11 | 27,9 | 64,8 | 50,0 | 65,5 | 12,2 | 1,0 | 0,5 | 1,8 | 22,2 |

## Palmarès
- McDonald's All-American (2020)